# 大橋コレクション館
大橋コレクション館（おおはしコレクションかん）は、岐阜県高山市にある、大橋外吉のコレクションを展示した博物館である。

## 概要
飛騨大鍾乳洞の発見者である大橋外吉が、私財により集めた美術品、装飾品、銘石、姿石、奇石、化石など約1,000点（細かい物を含めると3,000点余）を展示している博物館であり、1968年に観光用として公開された飛騨大鍾乳洞に併設する形で、1987年に開館。管理運営は飛騨大鍾乳洞観光株式会社が行っている。
展示物の一つであり、鍾乳洞発見25周年を記念して、1989年に2億円をかけて製作された金塊が、2007年3月18日に強奪され、日本で全国的に知られることとなった。強奪犯逮捕後に返還された金塊は、犯人により分解されて複数の塊や粉末になっており、奪われる前の金塊を模した鉛製のレプリカと共に展示されている。

## 金塊強奪事件

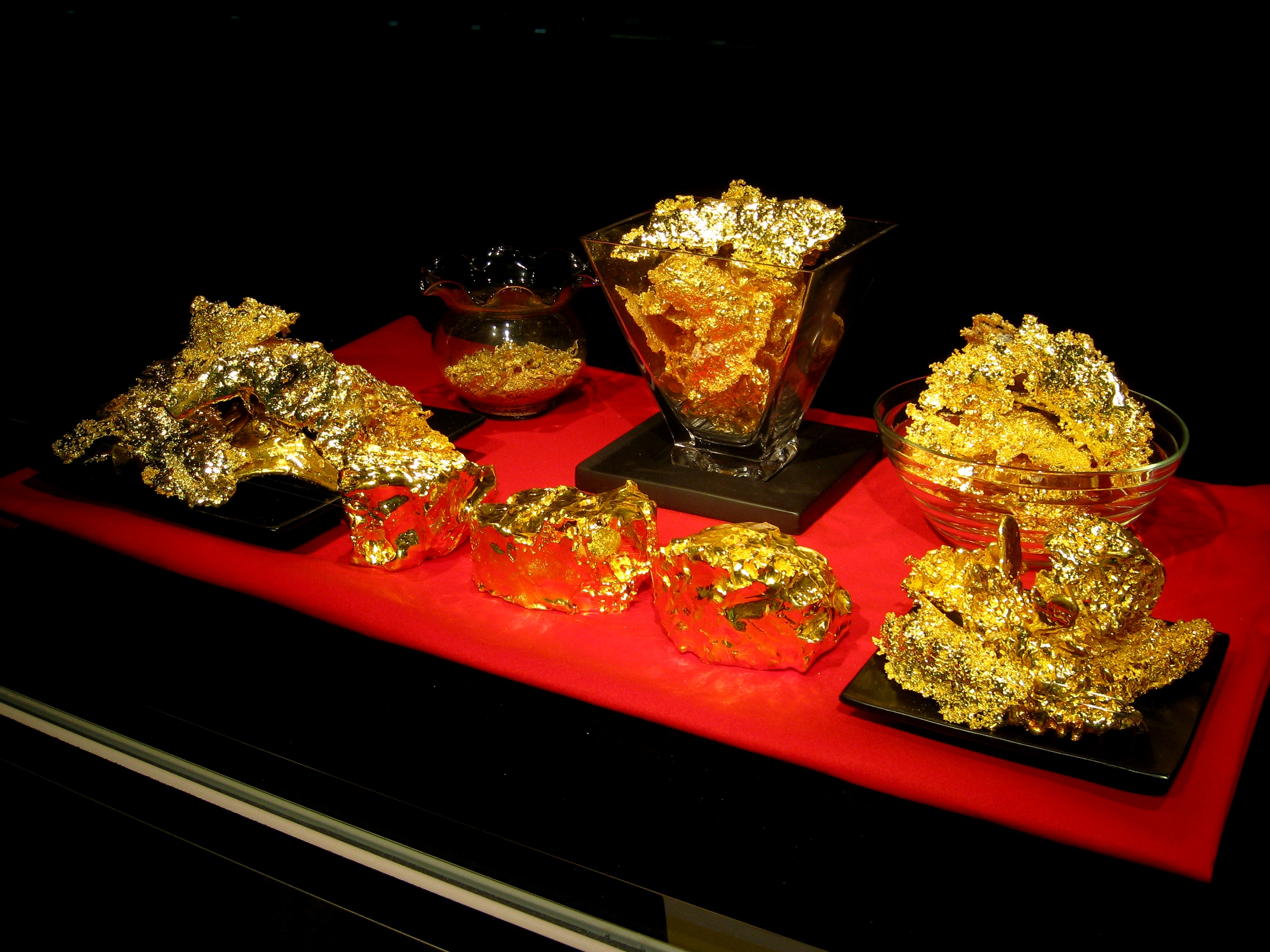
返還された金塊

2007年3月18日（日） 12時45分頃、展示物の目玉である金塊100.5kg（純度99.99%、当時時価約2億7000万円）が、白昼堂々と覆面を被った3人組の男に奪われ、男に突き倒された女性従業員が軽いけがを負う強盗傷害事件が発生した。当時、館内にいたのは女性従業員3人のみで警備員は常駐しておらず、犯行の様子は館内の防犯ビデオに録画されており、日本国内のみならず海外でも報道された。
2007年6月18日、岐阜県警察は主犯格の男と共犯の男を盗品等有償処分あっせん容疑で逮捕し、6月28日に強盗傷害容疑で再逮捕した。また、もう1人の共犯も2008年3月18日に強盗傷害容疑で逮捕されている。
なお主犯格の男は、1996年と1997年に福岡・山口・大分の各県で計5件の窃盗・強盗事件を起こしており、懲役8年の実刑判決を受けていた。また2006年2月に道の駅鯛生金山の地底博物館から、黄金鯛が盗まれた事件にも関わっていた。
2008年3月28日、岐阜地方裁判所で主犯格の男に対する判決公判が開かれ、大橋コレクション館から金塊を強奪した強盗傷害罪と、地底博物館から黄金鯛を盗んだ窃盗罪により、懲役18年を求刑されていた男に対して、懲役16年の実刑判決が言い渡された。
共犯の裁判も同じく岐阜地裁で行われ、逃走用車両を盗むなどして強盗傷害罪などに問われた男に対しては、2008年3月8日に開かれた判決公判で、懲役8年の実刑判決が言い渡された。また金塊を運び出すなどして強盗傷害罪などに問われた男に対しては、10月3日に懲役11年の実刑判決が言い渡された。
2008年4月4日、返還された金塊が大橋コレクション館で一般公開された。金塊の一部は強奪犯によって売却されていたため、返還された金塊は71.7kg（時価2億2000万円）であり、バーナーを用いて溶解するという手荒な手口で処分されていたため、写真のように複数の塊となっており、強奪前の金塊を模したレプリカと共に公開された。

## 利用情報
- 営業日：年中無休
- 営業時間（受付）

4月～10月 8時～17時
11月～3月 9時～16時
- 駐車場：あり（無料）
- 入場料金（大橋コレクション館・飛騨大鍾乳洞共通券）

|                        | 一般    | 団体（20名以上） |
| ---------------------- | ------- | ---------------- |
| 小人（小・中学生以上） | 550円   | 350円            |
| 大人（高校以上）       | 1,100円 | 550円            |

※その他の割引情報については、公式サイトを参照のこと。

## アクセス
- 濃飛バス
  - JR高山駅より平湯・新穂高線に乗車。「鍾乳洞口」下車。バス停からは無料送迎車。（バス停待合所に設置してあるインターホンにて事務所に連絡してバスを待つ）

- 自動車
  - 中部縦貫自動車道高山西ICより約40分。
  - 長野自動車道松本ICより約90分。